# Pollo a la brasa
Pollo a la brasa (gà nướng), còn được gọi là gà đen hoặc gà rô ti ở Hoa Kỳ và gà than ở Úc, là một món ăn phổ biến của ẩm thực Peru và là một trong những thực phẩm được tiêu thụ nhiều nhất ở quốc gia này, thậm chí vượt qua cả ceviche, papa a la huancaina, salchipapa, và chifa. Nó hiện được coi là "Đặc sản ẩm thực của Peru" bởi Viện Văn hóa quốc gia và sự phổ biến của món ăn đã dẫn đến việc nó là loại đồ ăn chủ yếu trong các gia đình.

## Lịch sử
Món ăn bắt nguồn từ thành phố Lima vào những năm 1950, ngoài ra nó cũng khá phổ biến trong các nền ẩm thực Colombia và Brazil.
Đây là một biến tấu gà quay Peru của món pollo al spiedo. Nó được sáng tạo ở Peru vào những năm 1950 bởi Roger Schuler và Franz Ulrich, những người Thụy Sĩ sống ở nước này. Trong đó, Schuler làm nghề kinh doanh khách sạn ở Peru. Ông đã nghĩ ra phương pháp nấu gà cụ thể, quan sát kỹ thuật chế biến của đầu bếp, rồi cùng với các đối tác kinh doanh của mình, ông dần hoàn thiện công thức món ăn và thành lập nhà hàng Granja Azul ở Santa Clara, quận Ate thuộc Lima.
Ban đầu Pollo a la brasa chỉ dành riêng cho các nhà hàng cao cấp (trong thập niên 1950 cho đến thập niên 1970), nhưng ngày nay nó đã trở nên phổ biến. Biến tấu ban đầu bao gồm một con gà (được nấu trong than và chỉ ướp với muối) được phục vụ với khoai tây chiên cỡ lớn và ăn bằng ngón tay, không dùng dao kéo, mặc dù hầu hết người Peru hiện đại sẽ ăn món này bằng nĩa và dao. Nó hầu như luôn được thưởng thức chung với nước xốt kem (dựa trên mayonnaise), đồng thời món ăn kèm thường xuyên nhất với salsa được gọi là ají. Trong các nhà hàng trên khắp Hoa Kỳ như ở Perú, Poke a la brasa được phục vụ với một phần khoai tây chiên, salad với nước xốt tự làm, cũng như nhiều loại nước xốt khác nhau tùy theo nhà hàng.
Năm 2013, ẩm thực Peru được xếp vào danh sách ba nền ẩm thực hàng đầu có tiềm năng trở thành các món ăn phổ biến trong thực đơn tại Hoa Kỳ. Pollo a la brasa hiện có thể được tìm thấy trong các quán ăn trên khắp nước Mỹ và được coi là món chủ yếu trong thực đơn của các nhà hàng kết hợp giữa Peru và Hoa Kỳ.

## Chế biến

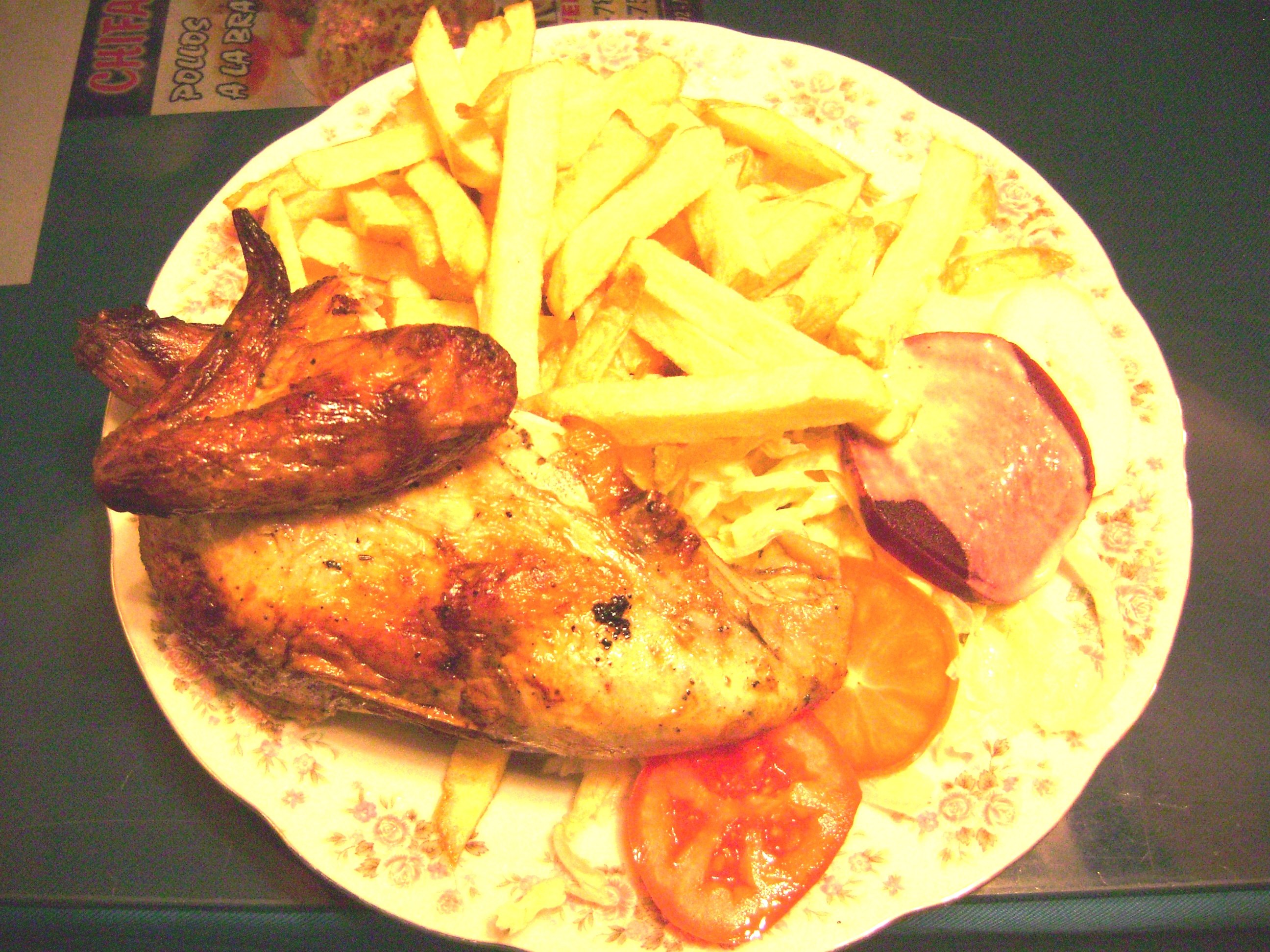
Món gà Pollo a la Brasa

Món ăn bao gồm thịt gà mái non được mổ, ướp và nấu trên than hồng. Thịt gà được nướng bằng sức nóng của than trong một lò nướng đặc biệt gọi là "rotombo", làm cho con vật tự quay theo trục của mình, nhận đều sức nóng của than. Lò có thể hoạt động bằng than hoặc củi hoặc khí đốt, nhưng phổ biến nhất là củi, thường lấy từ cây carob. Nước xốt của thịt được làm từ các thành phần khác nhau, chẳng hạn như bia đen, hương thảo, huacatay, muối và hạt tiêu, nước tương, thìa là và hạt tiêu panca. Việc chuẩn bị loại nước xốt này khác nhau tùy thso địa phương và do đó có những nơi thêm vào, thậm chí là một ít pisco. Mặc dù tên của món ăn ám chỉ giới tính đực ("gà"), nhưng món ăn lại lấy thịt tuqf những con cái vì chúng mềm và ngon hơn.
Món này thường được ăn kèm với khoai tây chiên và xà lách rau xanh, mặc dù nó cũng có thể được ăn cùng với cơm trắng, cơm chiên hoặc arroz con pollo. Pollo a la Brasa cũng đi kèm với nhiều loại xốt và kem mà mỗi thực khách được phục vụ tùy theo sở thích của họ, trong số các loại xốt này có thể kể đến mayonnaise, mù tạt và tương cà, nhưng nổi bật là tương ớt, thường được chế biến với các nguyên liệu địa phương bao gồm ớt ngâm.
Trong các cửa hàng bán gia cầm, một con gà nguyên con được bán cho người dân, hoặccacs phần thịt cỡ 1/4, thường được đặt hàng qua đường vận chuyển. Để có được 1/4 gà, toàn bộ con gà được cắt theo hai đường, một đường cắt dọc và một đường cắt ngang. Từ những đường cắt nói trên, người ta thu được bốn phần thịt (hai "ức" và hai "đùi").

## Ảnh hưởng văn hóa
Pollo a la brasa là một biểu tượng văn hóa của Peru. Viện Văn hóa Quốc gia Peru, thông qua một nghị quyết, đã công nhận gà pollo là "Di sản Văn hóa của Quốc gia". Ở Peru, ngày chủ nhật thứ ba của tháng 7 hàng năm được coi là Ngày Pollo a la brasa. Vào năm 2010, người ta xác định rằng hơn 371 triệu món ăn này đã được tiêu thụ, tương đương với khoảng 100 triệu đô la. Kể từ năm 2010, Viện Thống kê và Tin học Quốc gia đưa mức tiêu thụ gà pollo vào danh sách các món án cơ bản của gia đình do tầm quan trọng của nó.

## Hình ảnh

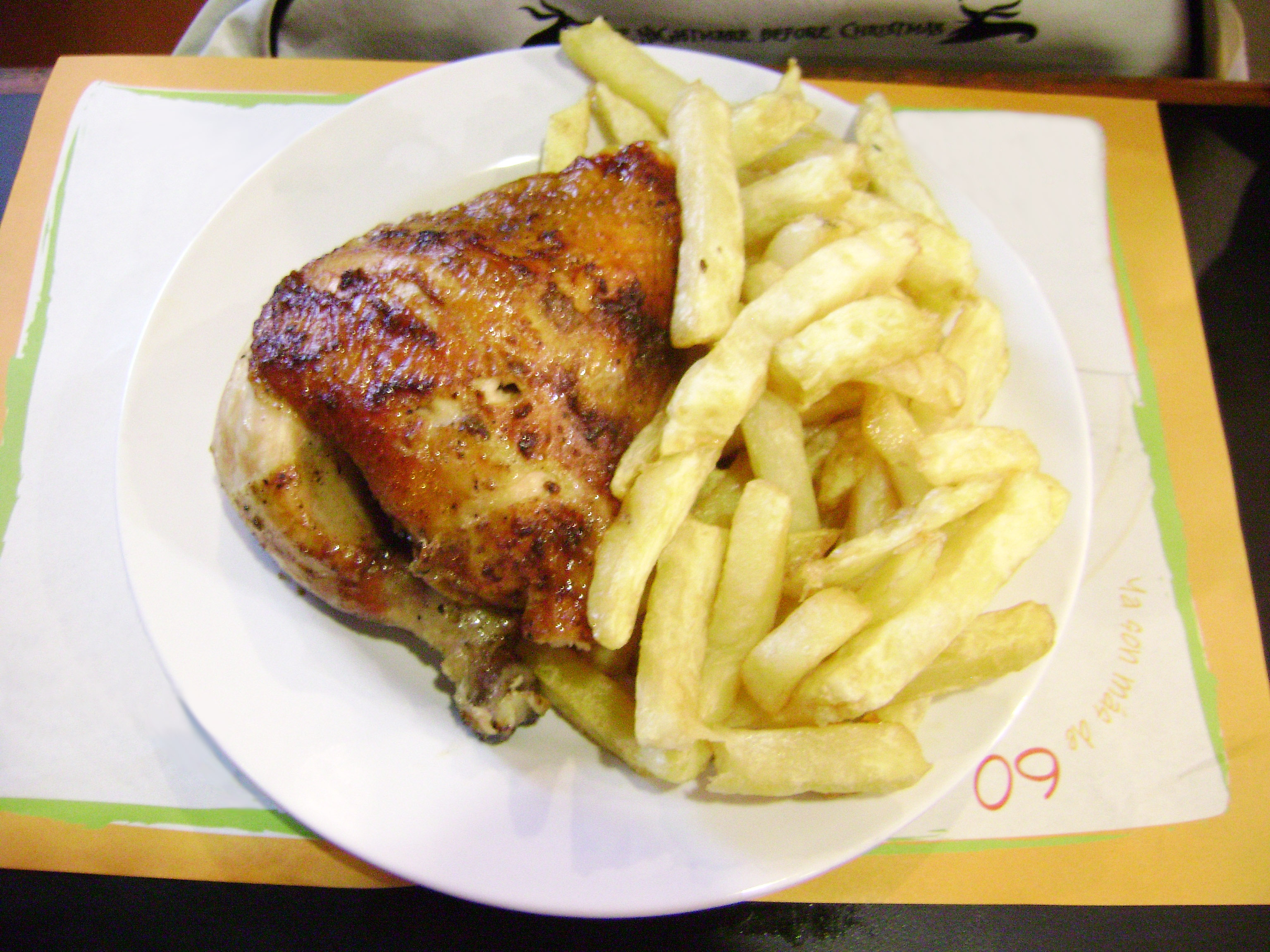
Gà và khoai tây chiên
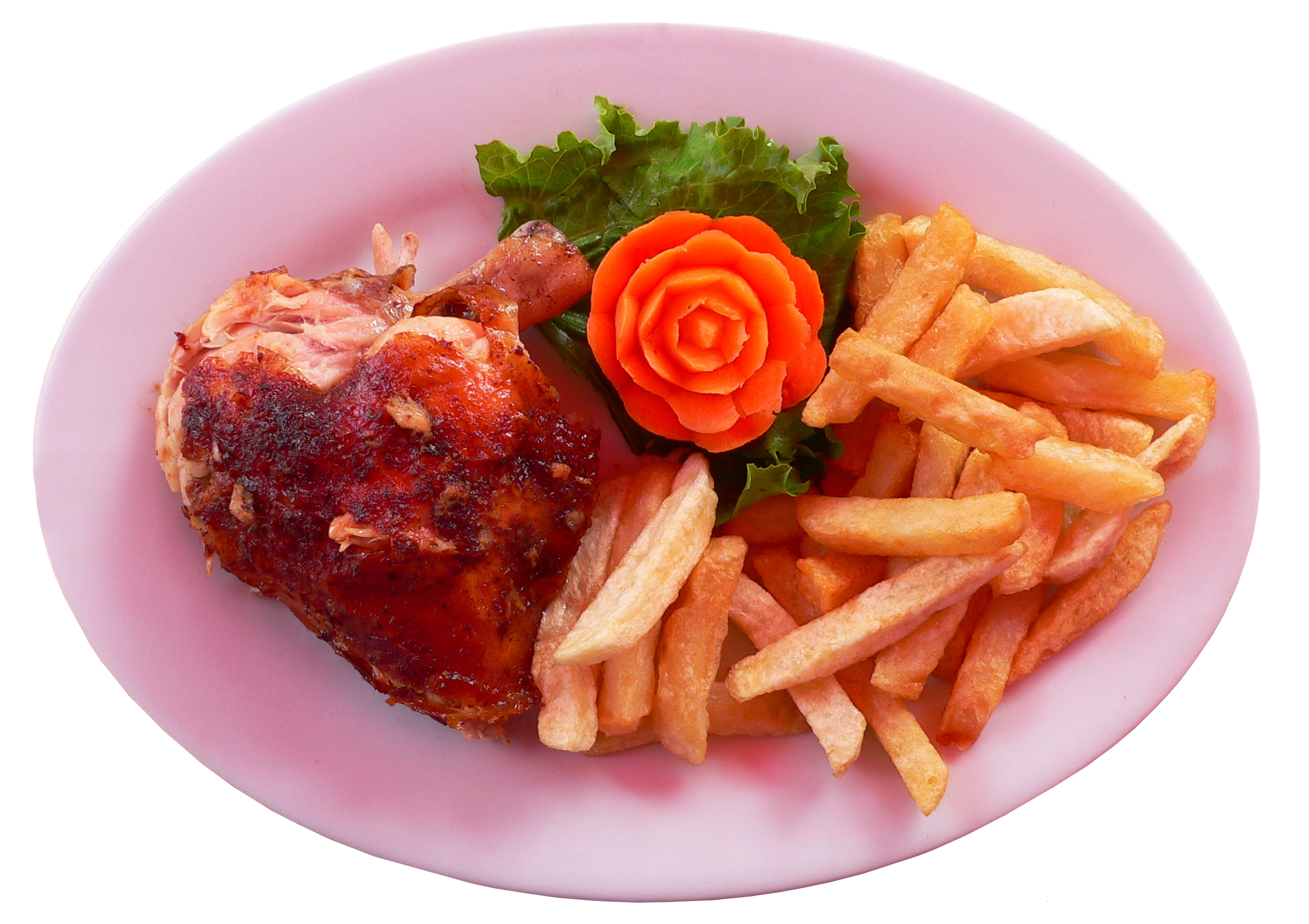
Pollo a la brasa.
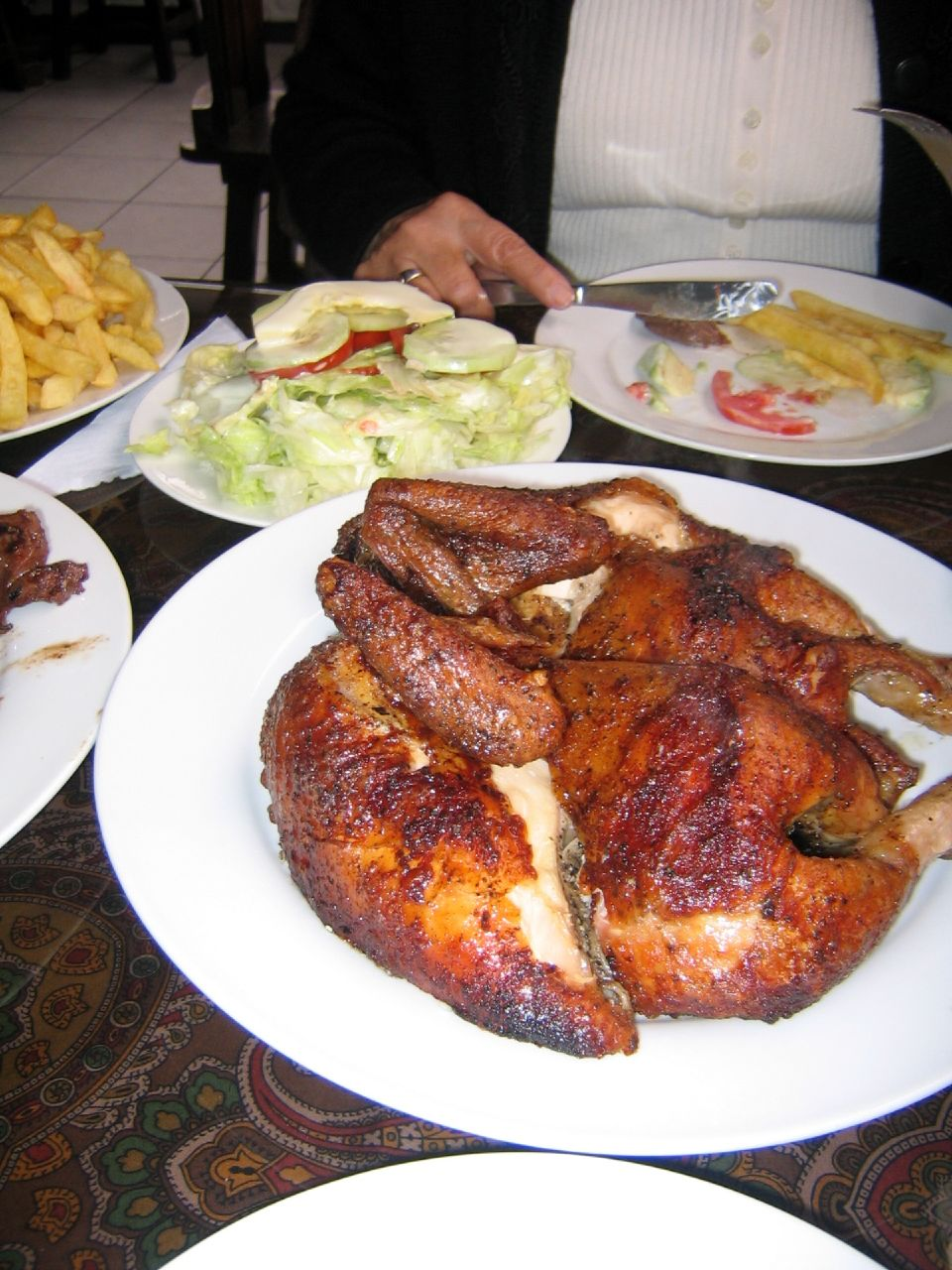
Một con gà pollo a la brasa.
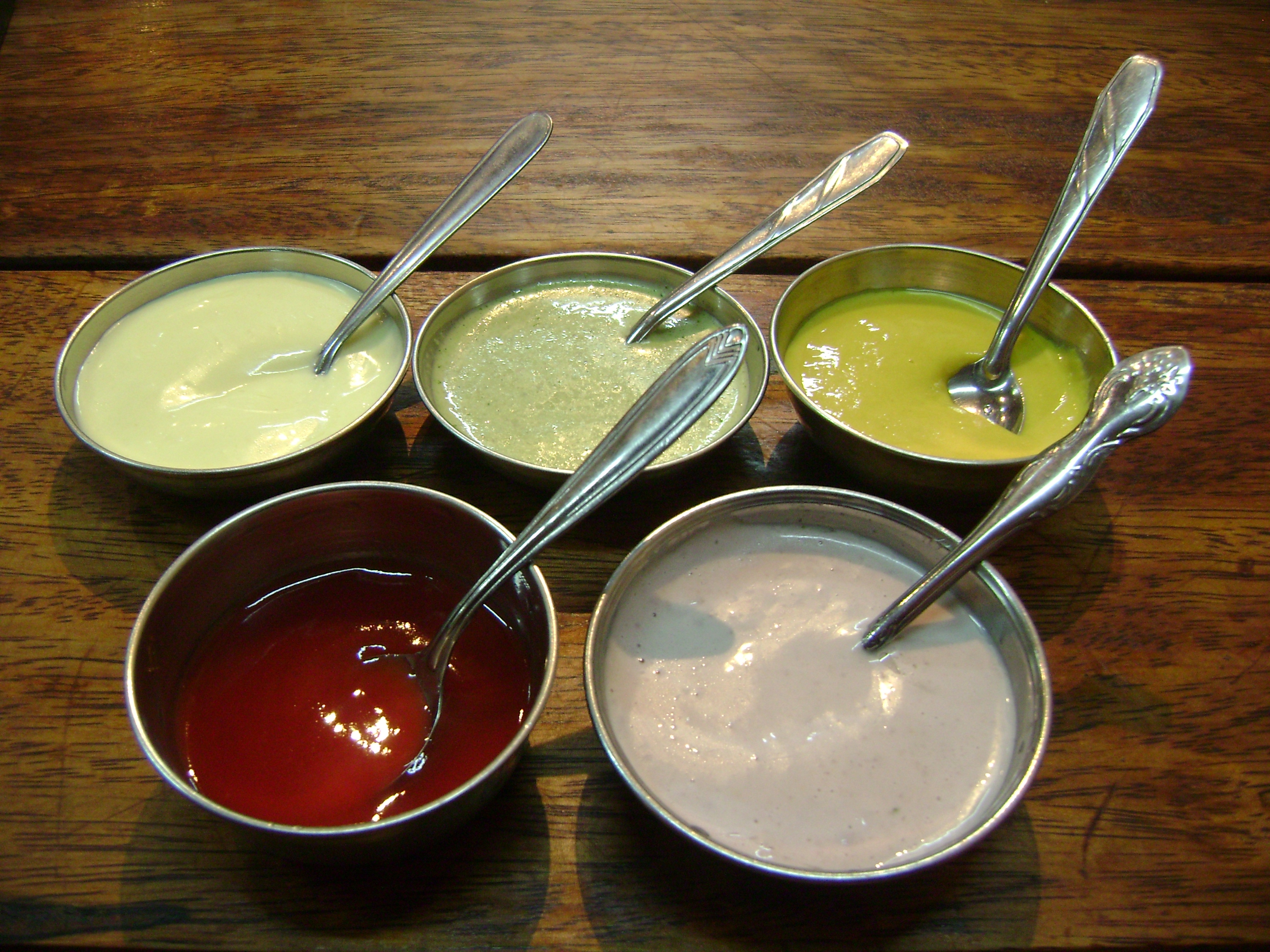
Từ trái sang phải; phía trên: mayonnaise, ocopa và mù tạt; dưới cùng: xốt cà chua và kem ô liu.